# Agricoltura sociale

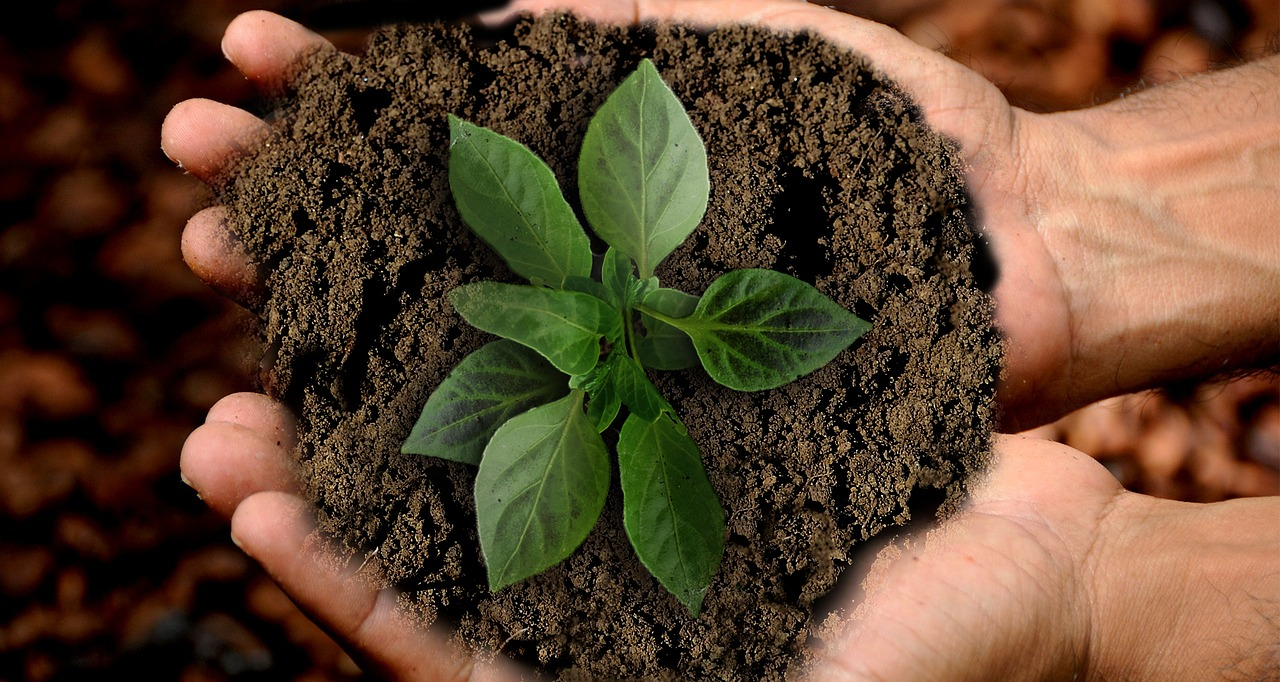
L'agricoltura sociale aiuta a prendersi cura dell'ambiente che ci circonda e della persona che ci sta accanto

L'agricoltura sociale è quel tipo di intervento atto all'uso terapeutico delle attività presenti in un'azienda agricola condotte secondo criteri di responsabilità etica e sostenibilità ambientale dagli imprenditori agricoli. Le attività, spesso di tipo manuale, nell'allevamento e nella cura degli animali e in orticoltura possono essere di beneficio sia in ambito educativo sia a persone in particolari situazioni di svantaggio e difficoltà.
(R. Brioschi, L'agricoltura è sociale)
L'obiettivo dell'agricoltura sociale è quello di migliorare lo stato di salute fisico e mentale delle persone attraverso la possibilità del lavoro in campagna; con ricadute positive anche a livello sociale.
L'agricoltura sociale è anche definita come l'aspetto delle multifunzionalità delle imprese agricole, finalizzato allo sviluppo di interventi e di servizi sociali, socio-sanitari, educativi e di inserimento lavorativo, allo scopo di facilitare l'accesso adeguato ed uniforme alle prestazioni essenziali alle persone, alle famiglie ed alle comunità.
L’agricoltura sociale è strettamente legata ad attività agricole volte al soddisfacimento di bisogni come la riabilitazione, il recupero di soggetti svantaggiati attraverso l’interazione con animali e con piante, l’inserimento lavorativo e le attività didattiche. La produzione di prodotti alimentari e di servizi tradizionali si coniugano dunque con la promozione della salute con azioni di riabilitazione e di cura, di educazione, di formazione, di organizzazione per la vita di specifiche tipologie di utenti, di aggregazione e di coesione sociale nei confronti di soggetti maggiormente vulnerabili ma anche opportunità di lavoro per persone a bassa contrattualità. Attraverso tali servizi si mettono in contatto due settori caratterizzati da debolezze storiche, come l’agricoltura e il sociale, per riuscire a diventare un punto di forza.

## Innovazione ed educazione
L’agricoltura sociale è una pratica con molti elementi di innovazione, anche radicale, che implicano una revisione di mission, vision e attitudini del fare impresa, di operare nei mercati e di agire sul territorio. Indipendentemente dei soggetti coinvolti, dalla loro natura giuridica (pubblica, privata, privato-sociale, sociale) e dall'originalità dei percorsi avviati, ci sono tratti comuni nelle esperienze di agricoltura sociale. In Italia, come riporta la Commissione agricoltura della Camera dei deputati, ma anche in tutte le esperienze europee possiamo rappresentare l'agricoltura sociale come una forma di economia ed agricoltura civile, attraverso la quale è possibile operare nell'ottica del dono, della reciprocità e dello scambio all'interno di una comunità; inoltre può essere definita come una pratica di "buona" economia e crescita, che permette di attuare una "rivoluzione copernicana": nelle pratiche dell'intervento sociale, nei modi di fare economia e nello sviluppo locale.
L’agricoltura sociale è quindi una grande possibilità sostenibile perché riesce a coniugare il rispetto per una coltivazione sana della terra, traendone il giusto profitto attraverso l'integrazione di soggetti che vivono in situazioni di disagio, di disabilità, di emarginazione o di svantaggio. Ciò è favorito dalla dimensione medio-piccola delle esperienze che sono presenti nel mondo dell’agricoltura sociale per favorire un contatto diretto, tra i soggetti che si trovano protagonisti di tali percorsi terapeutici e/o inclusivi ed educativi e i gestori delle iniziative (agricoltori, operatori sociali e volontari).
Son stati individuati degli ambiti specifici di utilizzo dell’agricoltura sociale e son ritenuti validi per la loro riconosciuta efficacia in risposta a particolari bisogni socio-educativi. Le pratiche in ambito di agricoltura sociale costituiscono, spesso, percorsi sperimentali e innovativi che cercano di utilizzare al meglio le risorse presenti nei contesti produttivi agricoli per rispondere ai bisogni dei beneficiari coinvolti. In tal senso svolge una funzione di collegamento tra le politiche agricole e le politiche sociali, della giustizia, sanitarie, formative costruendo un progressivo avvicinamento fra le parti. In particolare l’agricoltura sociale risponde a diverse funzioni:
- Formazione e inserimento lavorativo: esperienze orientate all'occupazione di soggetti svantaggiati, con disabilità relativamente meno gravi o per soggetti a bassa contrattualità;
- Riabilitazione/cura: esperienze rivolte a persone con disabilità (fisica, psichica, mentale), con un fine principale socio-terapeutico;
- Ricreazione e qualità di vita: esperienze rivolte a un ampio spettro di persone con bisogni più o meno speciali, con finalità socio-ricreative, tra cui particolari forme di agriturismo sociale, le esperienze degli orti sociali peri-urbani per anziani;
- Educazione: azioni volte ad ampliare forme e contenuti di apprendimento per avvicinare alle tematiche ambientali persone giovani o meno giovani;
- Servizi alla vita quotidiana: come nel caso degli agri-asili o di servizi di accoglienza diurna per anziani.[7]

## Requisiti per otteneree l’iscrizione nei registri regionali
L’esercizio dei servizi e delle prestazioni offerte dagli operatori dell’agricoltura sociale è monitorato dalle regioni attraverso l'istituzione di appositi registri. L'iscirzione a tali registri si ottiene solo ove i soggetti richiedenti siano in possesso di determinati requisiti di natura soggettiva e oggettiva
Con riguardo ai primi, nei documenti relativi al riconoscimento della qualifica di fattoria sociale, tra i soggetti che possono chiedere l’iscrizione al registro vengono indicati, anzitutto, gli imprenditori agricoli. Alcune Regioni (Friuli-Venezia Giulia) riconoscono tale qualifica anche alle fattorie didattiche che estendono i loro servizi alle fasce deboli di popolazione, oppure ad imprese agrituristiche iscritte nel relativo albo, qualora si tratti di fattorie sociali “erogative” (Lombardia).
Alle imprese agricole spesso sono richiesti espressamente l’apertura del fascicolo aziendale sul Sistema Informativo Agricolo Nazionale (SIAN), l’iscrizione alla Camera di Commercio, nella Sezione speciale Imprese agricole e alla gestione previdenziale (Lombardia, Sardegna). In casi isolati, invece, l’esercizio delle attività agricole, indicato più volte come requisito specifico, viene legato a requisiti di carattere temporale (conduzione da almeno un biennio dell’impresa agricola regolarmente iscritta alla CCIAA) o all’adesione al metodo di produzione biologica o, infine, a regimi di qualità.
I requisiti di natura oggettiva riguardano, invece, la struttura aziendale (ad attività produttive o di natura amministrativa). In particolare, quasi tutte le Regioni prevedono che le strutture aziendali debbano essere conformi ai requisiti strutturali, igienico-sanitari, di sicurezza, ambientali e urbanistici previsti dalla legge e dai regolamenti edilizi comunali. È richiesta la piena disponibilità d’uso, in base ad un titolo legittimo di possesso o di detenzione delle strutture e delle aree da destinare allo svolgimento delle attività di agricoltura sociale; in caso di beni confiscati alle mafie, è richiesta, comunque, la disponibilità all’uso del bene.
La verifica del rapporto di connessione di cui all’art. 2135 c.c. avviene normalmente sulla base del confronto tra il fabbisogno di manodopera necessaria per lo svolgimento delle attività strettamente agricole e il fabbisogno di quella necessaria allo svolgimento delle attività sociali..

## Storia
(A. Pascale.  Educarci all'agricoltura sociale)
La nascita dell’agricoltura risale a circa 10.000 anni fa e coincide proprio con la nascita delle prime comunità stanziali che si instaurano nel mondo. Primordialmente, i gruppi umani ricavavano il cibo spostandosi da un punto all'altro della Terra procacciandosi il cibo necessario per vivere attraverso la ricerca di piante spontanee e di animale da predare. Tale vita risultava in contrasto rispetto alle normali funzioni riproduttive, soprattutto per quanto riguarda il genere femminile. Le donne iniziarono quindi a stanziarsi e a notare come avveniva la crescita e la fioritura di una pianta. Dal momento della semina del frumento e il tempo del raccolto il tempo che trascorre è quello sufficiente per portare avanti una gravidanza. Gli umani maschi continueranno ancora per alcuni millenni ad andare a caccia di animali e a raccogliere frutti spontanei. Le prime comunità stanziali, dunque, si formarono prevalentemente da donne, bambini e anziani.
L'agricoltura quindi nasce e genera comunità, produce beni relazionali e non solo cibo. L’agricoltura nasce come forma di vita collettiva, come ambito di regolazione condivisa per utilizzare le risorse ambientali comuni e così organizzare al meglio le attività comunitarie di cura. La coltivazione della terra sorge come attività di servizio per poter abitare un determinato territorio. In sintesi, l’agricoltura non esiste senza una comunità.
Questo aspetto imprescindibile dell’agricoltura è stato perso con la modernizzazione e l’industrializzazione. È, quindi, durante questo periodo che nella società vien meno la dimensione comunitaria e l’economia si “spersonalizza”. È opportuno sottolineare come tale modello di industrializzazione ha comportato l’abbandono dello sviluppo di comunità, caratteristica insita dell’agricoltura, riducendo tutto solamente a un fatto di produzione e quantità di prodotti.
Nonostante questo già nell'Ottocento vediamo la nascita di alcune esperienze di agricoltura sociale. Infatti l'uso di attività agricole con valenza sociale si registra in Germania con le prime istituzioni sociali, fondate verso la fine del 1800 per aiutare le persone in difficoltà. In seguito, anche se non è semplice ricostruire il percorso storico preciso, iniziative di questo tipo nascono in Francia, nelle Fiandre, nei Paesi Bassi e in Irlanda. In queste ultime due nazioni molti tra i primi pionieri dell'agricoltura sociale erano spinti da principi antroposofici e cristiani.
Benjamin Rush (1746–1813) è considerato uno dei primi medici che hanno fatto riferimento agli effetti positivi della pratica dell'orticoltura sul benessere di persone affette da disturbi mentali. Rush, uno dei firmatari della Dichiarazione di indipendenza degli Stati Uniti d'America e docente di medicina teorica all'Università della Pennsylvania, ha pubblicato cinque libri in una serie di ricerche e osservazioni mediche e l'ultimo di questi libri si occupa delle malattie mentali (anno 1812)
A partire dagli anni settanta possiamo notare un nuovo avvicinamento all'agricoltura. Nasce e si sviluppa sempre di più, in molti stati d'Europa, un’agricoltura sociale che ricostruisce territori e comunità, sperimenta nuovi modelli di welfare, promuove inserimenti socio‐lavorativi di persone svantaggiate in contesti non assistenzialistici ma produttivi e che reintroduce nello scambio economico il mutuo aiuto e la reciprocità delle relazioni interpersonali.

## In Europa
L’agricoltura sociale è una pratica diffusa in tutta Europa che si è pian piano sviluppata in tutte le aree rurali europee dalla fine del XX secolo e si svolge prevalentemente in aziende agricole biologiche, dove vi è una forte diversificazione delle attività e di apertura nei confronti del territorio. Le esperienze si rivolgono a persone con disabilità intellettuali, fisiche o sensoriali, con patologie mentali, affette da dipendenze, ex detenuti, disoccupati di lungo periodo, ovvero giovani in difficoltà, anziani, soggetti con patologie specifiche.
Con l’emergere del concetto di multifunzionalità degli ultimi anni, l’agricoltura sociale si è affermata quale nuova pratica sostenibile sotto il profilo economico e ha visto un numero crescente di esperienze che assumono nomi differenti: farming for health, care farming, etc. Svolgere questo tipo di attività non solo permette alle persone di reinserirsi nella sfera produttiva e di ritrovare il contatto con la natura, ma ha anche effetti positivi sul loro benessere e sulle loro condizioni di salute, promuove il loro inserimento sociale, ne migliora la capacità di apprendimento e l’autostima, rafforza la loro partecipazione alla vita sociale.
Le esperienze olandesi sono quelle più codificate e si registrano gruppi di utenza in numeri stabiliti, in orari definiti della giornata e della settimana, per attività di servizio formalizzate, controllate e remunerate. In Slovenia e Francia si registrano gruppi di utenti, talvolta con diverse esigenze e caratteristiche, impegnati in azioni di terapia occupazionale, di formazione e di inclusione sociale e lavorativa. Nelle Fiandre, solitamente, le aziende agricole ricevono un utente dai servizi per alcune mezze giornate la settimana, come attività alternativa ai centri diurni. In Germania si tratta di grandi strutture gestite dal terzo settore dove trovano accoglienza ed occupazione persone a bassa contrattualità. In Irlanda e nei paesi anglosassoni, sono frequenti aziende agricole gestite da fondazioni che ospitano più utenti dei servizi allo stesso tempo.
Numerose sono però anche le differenze che derivano dalle tradizioni, dai metodi e dagli orientamenti adottati nei diversi paesi.
Dall’analisi del gruppo di lavoro CESE (Comitato Economico Europeo Sociale), emergono tre approcci principali:
•	istituzionale, nel quale le istituzioni socio-sanitarie pubbliche hanno una posizione predominante (prevalente in Germania, Francia, Irlanda, Slovenia);
•	privato, fondato su fattorie “terapeutiche” (prevalente nei Paesi Bassi e nella regione fiamminga del Belgio);
•	misto, fondato su cooperative sociali e aziende agricole private (prevalente In Italia).
In Italia e in Francia le attività di agricoltura sociale rientrano prevalentemente nel settore sociale e terapeutico-assistenziale mentre nei Paesi Bassi esse presentano maggiore attinenza con il sistema sanitario, nelle Fiandre (Belgio) con il settore agricolo e in Germania, Gran Bretagna, Irlanda e Slovenia si situano a metà strada tra il settore socio-sanitario e quello della salute.

### In Italia
In Italia, con la chiusura dei manicomi nel 1978, alcune cooperative sociali hanno incluso nei loro percorsi di terapia e riabilitazione alcune attività legate all'agricoltura e all'allevamento. Iniziative analoghe si segnalano negli stessi anni nelle prime comunità di recupero per le tossicodipendenze e per altre marginalità.
Una caratteristica rilevante delle aziende agricole italiane è quella di presentare per ragioni territoriali, storiche e sociali un alto numero di aziende di piccole dimensioni spesso a conduzione familiare e con produzioni di qualità.  Il Decreto Legislativo 228/2001 va a definire e (ampliando) quali sono le attività multifunzionali in agricoltura. In particolare, le attività connesse devono essere praticate dall'imprenditore stesso e devono essere ausiliarie rispetto a quelle principali (allevamento, conduzione del bosco e coltivazione del fondo). L'agricoltura sociale si può quindi inserire in un contesto multifunzionale come attività complementare a quella agricola. Le regioni italiane si stanno occupando da alcuni anni di legiferare sulla materia.
Vi è stato un intervento legislativo nel 2015 il 18 agosto con la legge numero 141 tale legge detta le disposizioni in materia di agricoltura sociale, la legge ha due peculiarità di aver coniugato in un'unica legge due temi l'agricoltura con il sociale mettendo in risalto la gestione complessa delle risorse naturali presenti sul territorio, migliora le prestazioni economiche e realizza l'inclusione lavorativa di fasce di popolazione svantaggiate o a rischio di marginalizzazione. L'intervento normativo l'agricoltura sociale all'articolo 2 viene inteso come: le attività esercitate dall'imprenditore agricolo di cui all'articolo 2135 codice civile, in forma singola o associata e dalle cooperative agricole secondo quanto previsto dalla legge 381/1991.